# Taxadien-5alfa-ol O-acetiltransferasi
La taxadien-5alfa-olo O-acetiltransferasi è un enzima appartenente alla classe delle transferasi, che catalizza la seguente reazione:
acetil-CoA + taxa-4(20),11-dien-5α-olo ⇄ CoA + taxa-4(20),11-dien-5α-ile acetato